# Jerik Qurmanghalijew
Jerik Sälimuly Qurmanghalijew (kasachisch Ерік Сәлімұлы Құрманғалиев; russisch Э́рик Сали́мович Курмангали́ев; geboren am 2. Januar 1959 in Qulsary, Atyrau (Gebiet), Kasachische SSR, Sowjetunion; gestorben am 13. November 2007 in Moskau) war ein sowjetisch-kasachischer Opernsänger (Countertenor) und Schauspieler.

## Künstlerischer Werdegang
Qurmanghalijew wurde in Kasachstan geboren, das damals Teil der Sowjetunion war. Er besuchte ein Musikkonservatorium in der Stadt Almaty und wechselte später an die Gnessin-Musikhochschule in Moskau. Er war bekannt für eine ungewöhnliche Countertenorstimme.
Qurmanghalijew debütierte als Sänger 1980 in der Leningrader Dmitri Schostakowitsch-Philharmonie im „Stabat Mater“ Giovanni Battista Pergolesi (Alt, Dirigent Anton Scharojew). Er singt als erster die Partie des Countertenors in den Werken von Alfred Schnittke: Die zweite Symphonie (1982), die Faustkantate Seid nüchtern und wachet (1983), die Vierte Symphonie (1984, im Großen Saal des Konservatoriums mit dem Akademischen Sinfonieorchester der Moskauer Philharmonie unter der Leitung von Dmitri Kitajenko).
1985 absolvierte Qurmanghalijew das Moskauer Gnesin-Institut für Musikpädagogik. Zum Abschluss sang er Kerubino in Mozarts Die Hochzeit des Figaro. Am Moskauer Konservatorium absolvierte er Masterclass der Professorin Nina Dorliak. Er nahm Gesangsunterricht auch bei Ingrid Bjoner, Anna Reynolds, Phyllis Curtin.
Qurmanghalijew trat als Opernsänger mit den Dirigenten Gennadi Roschdestwenski, Fuat Mansurow, Tatjana Grindenko, Saulius Sondeckis auf.
Als Schauspieler wurde Qurmanghalijew am Anfang der 1990er Jahre berühmt, als er sich mit dem Regisseur Roman Wiktjuk zusammenschloss. 1992 trat Qurmanghalijew in der russischsprachigen Fassung „M. Butterfly“ des amerikanischen Dramatikers David Henry Hwangs auf, wo er die Rolle des Transvestiten Song Liling in dem damals skandalösen Theaterstück spielte. Für diese Rolle wurde Qurmanghalijew 1992 zum „Besten Schauspieler des Jahres“ gewählt.
2005 hatte Qurmanghalijew seinen Filmauftritt in Rustam Chamdamows Wokalnyje paralleli. Er spielt dort Cameo, ebenso wie seine Filmpartnerinnen Opernsängerinnen Bibigül Tölegenowa, Araksija Dawtjan und Rosa Schamanowa.
Zu einer Zeit handelte Qurmanghalijew unter dem Künstlernamen Erik Salim-Meruert, was die kombinierten Namen seines Vaters und seiner Mutter sind.

## Tod
Er starb am 13. November 2007 im Alter von 48 Jahren in Moskau an einer Leberentzündung.

## Auszeichnungen
- 1987 – Preisträger des Internationalen Gesangswettbewerbs von ’s-Hertogenbosch in den Niederlanden.
- 1992 – Ernennung zum besten Schauspieler des Jahres für die Rolle im Theaterstück „M. Butterfly“ (David Henry Hwang) unter Regie Roman Wiktjuk.
- 1996 – Ehrentitel „Volkskünstler Kasachstans“ für die Verdienste in der Kunst der kasachischen klassischen Musik.

## Diskographie
- 2001 – Eric Kurmangaliev – Alt (Arien aus russischen und ausländischen Opern, Aufnahme 1991).

Alben mit Qurmanghalijew:
- 1990 – Alfred Schnittke. Sinfonie Nr. 2 (2001 wiederveröffentlicht)
- 1990 – Alfred Schnittke. Sinfonie Nr. 4 (2005 neu aufgelegt)
- 1990 – Johann Sebastian Bach. Kantate BWV 201
- 1991 – Alto (2001 erneut veröffentlicht)
- 1997 – Musik in Aufführungen von Roman Wiktjuk
- 2009 – Alfred Schnittke. Faust-Kantate

## Filmographie
- 1989 – „Stimme“, Kurzfilm, Kasachtelefilm
- 1992 – „Alt. Wiedergeburt“, Filmstudio „Didar“
- „Salim-Meruert“
- 2005 – „Farinelli. Show must go on“ Preis in der Kategorie Tontechnik beim Festival „Goldenes Tamburin“ (2005, Chanty-Mansijsk, Russland).
- 2005 – „Wokalnyje paralleli“, Regie Rustam Chamdamov, Kasachfilm. Qurmanghalijew spielte in diesem surrealen Band mit den kasachischen Opernsängerinnen Bibigül Tölegenowa, Rosa Schamanowa  und dem armenischen Opernstar Araksija Dawtjan.
- 2008 – „Legenden der Zeit: Jerik Qurmanghalijew. Im Gegensatz zu ...“, Dokumentarfilm, Erster Kanal, Russland.